# Duberria
Duberria es un género conocido de serpientes de la familia Lamprophiidae. Sus especies se distribuyen por el África subsahariana.

## Especies
Se reconocen las siguientes especies:
- Duberria lutrix (Linnaeus, 1758)
- Duberria rhodesiana (Broadley, 1958)
- Duberria shirana (Boulenger, 1894)
- Duberria variegata (Peters, 1854)